# Franziska Gottwald
Franziska Gottwald (* 1971 in Marburg an der Lahn) ist eine deutsche Mezzosopranistin.

## Biografie
Franziska Gottwald begann ihre Gesangsausbildung mit 16 Jahren unter Anleitung von Eugen Rabine und studierte anschließend Gesang in Saarbrücken, Hannover und Weimar. Meisterkurse belegte sie bei Elio Battaglia, Norman Shetler sowie Dennis Russel. Sie war später u. a. am Deutschen Nationaltheater Weimar für vier Spielzeiten fest engagiert. Daneben trat sie unter anderen in Seoul, Toulouse, Tokio, Basel, Wiesbaden, an der Komischen Oper Berlin und der Semperoper Dresden auf. Weiterhin arbeitet sie unter anderem mit dem MDR-Sinfonieorchester, NDR Sinfonieorchester, Bamberger Symphonikern, Gewandhausorchester Leipzig zusammen. Heute arbeitet sie neben ihrer Konzerttätigkeit als Gesangslehrerin.

## Auszeichnungen
- 2002: XIII. Internationaler Johann-Sebastian-Bach-Wettbewerb in Leipzig (1. Preis im Fach Gesang Damen)[1]
- Die Aufnahme des Elias von Felix Mendelssohn Bartholdy gewann einen ECHO.

## Tonträger (Auswahl)
- Gottfried August Homilius: Advent & Christmas cantatas. cpo. (2019)
- Baroque cantatas from Gdańsk. Dabringhaus und Grimm (2017)
- Gürzenich Orchester live / Sinfoniekonzert 12, 12/13.
- Antonio Vivaldi: L’oracolo in Messenia overo La Merope. Köln (2012)
- Felix Weingartner: Symphony no. 7 op. 88 in C major for soloists, chorus, organ & large orchestra. Cpo-Musikproduktion (2012)
- Felix Mendelssohn Bartholdy: Elias. Dabringhaus und Grimm (2010)
- Georg Friedrich Händel: Samson. Carus-Verlag (2009)
- Antonio Salieri: La passione di Nostro Signore Gesù Cristo. Delta Music (2004)
- Sigmund Theophil Staden: Seelewig. Cpo-Musikproduktion (2004)
- Richard Strauss: Werke für Chor (Auswahl). Thorofon (2001)